# Kate Summerscale
Kate Summerscale (* 1965) ist eine englische Sachbuchautorin, die 1998 den Somerset Maugham Award und 2008 den Samuel-Johnson-Preis gewann. Sie arbeitet auch als Journalistin.

## Leben
Summerscale wuchs in Japan, England und Chile auf.
Ihre Biographie Kerle wie wir – Das exzentrische Leben der Joe Carstairs (The Queen of Whale Cay, 1997) über eine lesbische Seglerin Anfang des 20. Jahrhunderts gewann den Somerset Maugham Award, war in der Endausscheidung des Whitbread Book Award und wurde ein Nr. 1-Times-Bestseller.
Über einen Mord im Jahr 1860 verfasste sie 2008 das Buch Der Verdacht des Mr Whicher: oder Der Mord von Road Hill House, das den Johnson-Preis gewann.
2012 blieb sie dieser Zeit verbunden mit Die Verfehlungen einer Lady: Der Fall der Mrs Robinson (Mrs Robinson’s Disgrace) über die skandalöse Scheidung einer gewissen Isabella Robinson in Edinburgh Mitte des 19. Jahrhunderts, eine der ersten, die der Mittelklasse durch den Matrimonial Causes Act von 1857 ermöglicht wurde. Für The Wicked Boy: The Mystery of a Victorian Child Murderer erhielt sie 2017 den Edgar Allan Poe Award in der Kategorie „Bestes Sachbuch“.
Sie ist auch selbst als Jurorin tätig, etwa beim Booker Prize.

## Werke
- The Queen of Whale Cay. 1997.
  - Kerle wie wir: das exzentrische Leben der Joe Carstairs. dt. von Chris Hirte, Rütten und Loening, Berlin 1998, ISBN 978-3-352-00617-3.
- The Suspicions of Mr Whicher or The Murder at Road Hill House. 2008.
  - Der Verdacht des Mr Whicher oder der Mord von Road Hill House. dt. von Alice Jakubeit, Bloomsbury, Berlin 2008, ISBN 978-3-8270-0778-0.
- Mrs Robinson's Disgrace. 2012.
  - Die Verfehlungen einer Lady: Der Fall der Mrs Robinson. dt. von Susanne Röckel, Bloomsbury, Berlin 2012, ISBN 978-3-8270-0921-0
- The Wicked Boy: The Mystery of a Victorian Child Murderer. 2016.
- The Haunting of Alma Fielding: A True Ghost Story. Penguin, New York 2021, ISBN 978-0-525-55792-0.
- The Peepshow: The Murders at 10 Rillington Place. Bloomsbury, London 2024, ISBN 978-1-5266-6048-0.